# Marina Pendeš
Marina Pendeš (née le 20 août 1964) est une femme politique bosnienne qui fut la 5e ministre de la Défense de Bosnie-Herzégovine.

## Jeunesse et formation
Pendeš est né à Travnik le 20 août 1964. Elle intègre l'école élémentaire de Bila et le collège/lycée de Travnik. Elle est diplômée en génie électrique de l’académie Technique militaire de Zagreb en 1988 après avoir reçu une bourse d'études de l'armée nationale yougoslave.

## Carrière
Pendeš travailla en tant qu'indépendante dans l'industrie militaire à Travnik de 1988 à 1992, puis devint responsable de département de TKC SB à Vitez de 1995 à 2003. Elle fut membre du conseil de défense croate et travailla pour le service d'Intelligence militaire de Bosnie centrale durant la guerre de Bosnie,.
Pendeš  est membre de l'Union démocratique croate de Bosnie et Herzégovine et fut élue pour la première fois au parlement en 2000,. Elle fut ministre de l'aménagement du territoire, de la reconstruction et du retour pour la Bosnie Centrale de 2003 à 2004. Elle est vice-ministre de la Défense de 2004 à 2015 avant d'être nommée Ministre de la Défense de Bosnie-Herzégovine le 31 mars 2015,,,, et ce jusqu'au 23 décembre 2019.

## Poursuites judiciaires
En juillet 2015, Pendeš est poursuivi par le bureau du procureur d'état pour emploi fictif : alors qu'elle était vice-ministre, elle aurait versé un salaire à son conseiller Ivo Miro Jović alors que ce dernier n'aurait produit aucun travail. En février 2016, elle est acquittée par la Cour de Bosnie-Herzégovine des charges de négligences dans ses fonctions officielles et de falsification de documents.